# Аав, Тыну Хугоевич
Ты́ну Аа́в (эст. Tõnu Aav; 21 января 1939, Таллин — 14 августа 2019, там же) — советский и эстонский актёр. Заслуженный артист Эстонской ССР (1971).

## Биография
Родился в столице Эстонии — Таллине. В 1961 году окончил первый курс отделения исполнительских искусств Таллинской государственной консерватории (1957—1961).
С 1961 года выступал в Эстонском драматическом театре. В кино снимался с 1964 года.
Скончался на 81-м году жизни 14 августа 2019 года в Таллине.

### Личная жизнь
Первой женой Тыну Аава была актриса Ирья Аав (1944—1995, ур. Пильвет), у них было двое сыновей. Один из них, Лаури Аав, музыкальный продюсер и руководитель хора, другой, Арди Аав (1968—2019), играл в Драматическом театре.

## Фильмография
- 1964 — Жаворонок — немецкий лётчик-офицер, которого провожают на фронт в пивном баре
- 1965 — Им было восемнадцать — Ээрик
- 1966 — Письма с острова Чудаков — Эрвин Райм
- 1967 — Марианна — Людвиг
- 1970 — Освобождение — немецкий офицер в концлагере
- 1971 — Последний рейс «Альбатроса» — Эвальд фон Регенбах
- 1971 — Я, следователь… — Пину
- 1972 — Кровавый камень — старейшина магистрата
- 1973 — Огонь в ночи — учитель
- 1974 — Опасные игры — инспектор в школе
- 1982 — Россия молодая — Егор Резен
- 1984 — На арене Лурих — Грюнберг
- 1985 — Баллада о двух городах — секретарь партии
- 1985 — Свора — прокурор Фарр
- 1986 — Обездоленные
- 1991 — Пляска смерти — датчанин
- 1992 — Слеза Князя Тьмы — Якоб
- 1993 — Истерия — Сергей
- 1993—2013 — Счастливая улица, 13 (сериал) — Феликс Висс
- 1997 — Все мои Ленины — германский генерал
- 2001 — Ренк и Кильк — продюсер
- 2005 — Рай для старых мужчин — Манивальд
- 2006 — Визит старой дамы — Коби
- 2009 — Исаев (телесериал) — Ганс Саакс

## Признание и награды
- Заслуженный артист Эстонской ССР (1971)
- Орден Белой звезды 5 класса (2001)